# Gouvernement Pachinian I
Pour les articles homonymes, voir Gouvernement Pachinian.
Arménie
S. Sarkissian III Pachinian II
Le gouvernement Pachinian I est le gouvernement de l'Arménie du 12 mai 2018 au 19 janvier 2019.

## Majorité et historique
Formé à la suite de la révolution arménienne de 2018, il s'agit d'un gouvernement minoritaire dirigé par Nikol Pachinian et soutenu par l'Alliance « La sortie », la Fédération révolutionnaire arménienne et Arménie prospère.

### Formation
Le 2 octobre 2018, Nikol Pachinian annonce sa démission prochaine et la convocation de législatives anticipées pour décembre 2018. Le 3 octobre 2018, le président de la République Armen Sarkissian limoge les ministres membres de la Fédération révolutionnaire arménienne et d'Arménie prospère, après le vote des partis dont ils sont membres en faveur de lois censées empêcher la convocation d'élections législatives anticipées.

### Succession
Le 16 octobre, Pachinian démissionne, ouvrant la voie à des législatives anticipées. Le 14 janvier 2019, Nikol Pachinian est de nouveau nommé Premier ministre.

## Composition

### Initiale (mai 2018)
- Les nouveaux ministres sont indiqués en gras, ceux ayant changé d'attributions en italique.

| Poste                                                                            | Titulaire | Titulaire            | Parti |
| -------------------------------------------------------------------------------- | --------- | -------------------- | ----- |
| Premier ministre                                                                 |           | Nikol Pachinian      | KP    |
| Premier vice-Premier ministre                                                    |           | Ararat Mirzoian      | KP    |
| Vice-Premier ministre                                                            |           | Tigran Avinian       | KP    |
| Vice-Premier ministre                                                            |           | Mher Grigorian       | Sans  |
| Ministre de l'Agriculture                                                        |           | Artur Khachatrian    | FRA   |
| Ministre de l'Administration territoriale et du Développement                    |           | Souren Papikian      | KP    |
| Ministre des Affaires étrangères                                                 |           | Zohrab Mnatsakanyan  | Sans  |
| Ministre de la Culture                                                           |           | Lilit Makounts       | HAK   |
| Ministre de la Défense                                                           |           | Davit Tonoian        | Sans  |
| Ministre de la Diaspora                                                          |           | Mkhitar Hayrapetian  | KP    |
| Ministre du Développement économique et de l'Investissement                      |           | Artsvik Minasian     | FRA   |
| Ministre de l'Éducation et des Sciences                                          |           | Arayik Haroutiounian | KP    |
| Ministre des Finances                                                            |           | Atom Janjoughazian   | Sans  |
| Ministre des Infrastructures énergétiques et des Ressources naturelles           |           | Artur Grigorian      | BHK   |
| Ministre de la Justice                                                           |           | Artak Zeynalian      | H     |
| Ministre de la Protection de la nature                                           |           | Erik Grigorian       | Sans  |
| Ministre de la Santé                                                             |           | Arsen Torosian       | Sans  |
| Ministre des Situations d'urgence                                                |           | Hrachya Rostomian    | BHK   |
| Ministre des Sports et des Affaires de la jeunesse                               |           | Levon Vahradian      | BHK   |
| Ministre des Transports, des Communications et des Technologies de l'information |           | Achot Hakobian       | BHK   |
| Ministre du Travail et des Affaires sociales                                     |           | Mane Tandilian       | LH    |

### Remaniement d'octobre 2018
- Les nouveaux ministres sont indiqués en gras, ceux ayant changé d'attributions en italique.

| Poste                                                                            | Titulaire | Titulaire                                 | Parti |
| -------------------------------------------------------------------------------- | --------- | ----------------------------------------- | ----- |
| Premier ministre                                                                 |           | Nikol Pachinian                           | KP    |
| Premier vice-Premier ministre                                                    |           | Ararat Mirzoian (jusqu'au 14/01/2019)     | KP    |
| Vice-Premier ministre                                                            |           | Tigran Avinian                            | KP    |
| Vice-Premier ministre                                                            |           | Mher Grigorian                            | Sans  |
| Ministre de l'Agriculture                                                        |           | Gegham Gevorgian                          | Sans  |
| Ministre de l'Administration territoriale et du Développement                    |           | Souren Papikian                           | KP    |
| Ministre des Affaires étrangères                                                 |           | Zohrab Mnatsakanyan                       | Sans  |
| Ministre de la Culture                                                           |           | Lilit Makounts (jusqu'au 14/01/2019)      | HAK   |
| Ministre de la Défense                                                           |           | Davit Tonoian                             | Sans  |
| Ministre de la Diaspora                                                          |           | Mkhitar Hayrapetian (jusqu'au 14/01/2019) | KP    |
| Ministre du Développement économique et de l'Investissement                      |           | Tigran Khachatrian                        | Sans  |
| Ministre de l'Éducation et des Sciences                                          |           | Arayik Haroutiounian                      | KP    |
| Ministre des Finances                                                            |           | Atom Janjoughazian                        | Sans  |
| Ministre des Infrastructures énergétiques et des Ressources naturelles           |           | Garegin Baghramian                        | Sans  |
| Ministre de la Justice                                                           |           | Artak Zeynalian                           | H     |
| Ministre de la Protection de la nature                                           |           | Erik Grigorian                            | Sans  |
| Ministre de la Santé                                                             |           | Arsen Torosian                            | Sans  |
| Ministre des Situations d'urgence                                                |           | Feliks Tsolakian                          | Sans  |
| Ministre des Sports et des Affaires de la jeunesse                               |           | Gabriel Ghazarian                         | Sans  |
| Ministre des Transports, des Communications et des Technologies de l'information |           | Hakob Archakian                           | KP    |
| Ministre du Travail et des Affaires sociales                                     |           | Mane Tandilian (jusqu'au 05/12/2018)      | LH    |